# Paralacydes avola
Paralacydes avola är en fjärilsart som beskrevs av George Thomas Bethune-Baker 1908. Paralacydes avola ingår i släktet Paralacydes och familjen björnspinnare. Inga underarter finns listade i Catalogue of Life.